# Ludwig Wijnants
Ludwig Wijnants (Veerle, Laakdal, 4 de juliol de 1956) és un ciclista belga, ja retirat, que fou professional entre 1978 i 1992. El seu principal èxit esportiu fou una victòria d'etapa al Tour de França de 1985.
És germà del també ciclista Jan Wijnants.

## Palmarès
- 1979
  - 1r a la Harelbeke - Poperinge - Harelbeke
- 1980
  - Vencedor d'una etapa del Tour d'Indre-et-Loire
- 1981
  - 1r a la Volta a Limburg
  - 1r al GP Frans Verbeeck
- 1982
  - 1r a l'Omloop van het Leiedal
- 1984
  - Vencedor d'una etapa del Tour de l'Avenir
- 1985
  - Vencedor d'una etapa del Tour de França
- 1986
  - 1r a l'Onze-Lieve-Vrouw Waver

### Resultats al Tour de França
- 1980. 68è de la classificació general
- 1982. 75è de la classificació general
- 1983. 48è de la classificació general
- 1985. 63è de la classificació general. Vencedor d'una etapa
- 1988. Fora de control (14a etapa)

### Resultats al Giro d'Itàlia
- 1987. 90è de la classificació general

### Resultats a la Volta a Espanya
- 1983. Abandona (6a etapa)
- 1988. Abandona